# Elmo (Muppet)

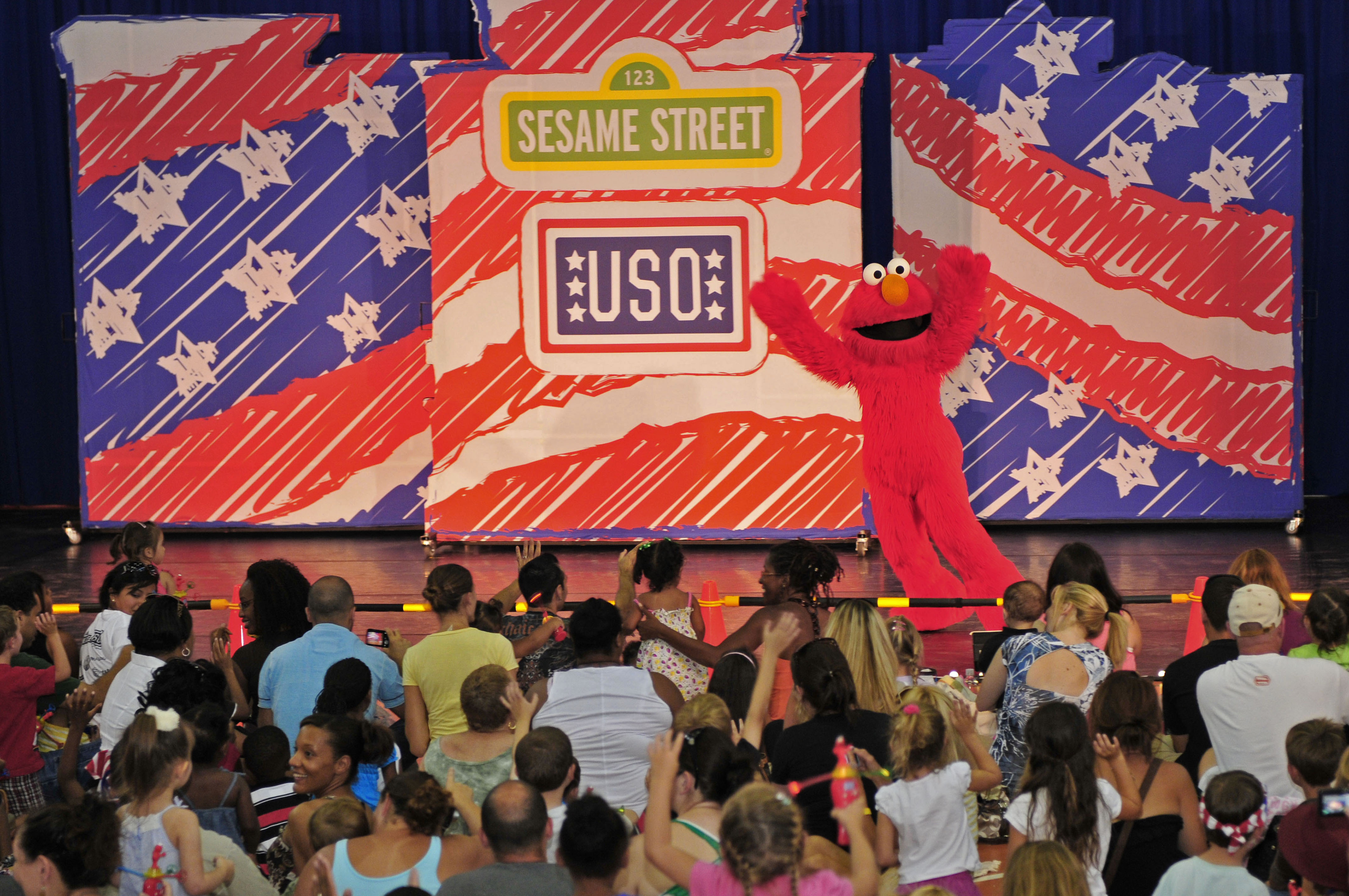
Elmo presenteert een live kindershow in NSA Naples (Napels)

Elmo is een Muppet uit het Amerikaanse kinderprogramma Sesame Street en de anderstalige bewerkingen hiervan, zoals Sesamstraat. Hij is een rood en harig monster. Het is een vriendelijk en nieuwsgierig figuur met een oranje neus en een brede mond. Hij is gericht op peuters van een jaar of drie (zijn eigen leeftijd). 
Kenmerkend voor Elmo is dat hij over zichzelf spreekt in de derde persoon. Zijn huisdier is Doortje, een goudvis. Zijn beste vriendinnetje is het monstertje Zoë.

## Geschiedenis
Al sinds begin jaren zeventig komt Elmo voor in Sesame Street, zij het in de beginjaren nog in zeer beperkte mate. Kevin Clash nam halverwege de jaren tachtig het poppenspel van Elmo op zich en maakte van hem de populaire pop die hij nu is. Volgens Clash is zijn immense polulariteit bij de allerjongsten te danken aan het feit dat Elmo exact dezelfde behoeften heeft als de kinderen zelf: hij wil spelen, liefde geven en liefde ontvangen. De Nederlandse stem van Elmo in Sesamstraat was tot 2015 Hein Boele (1939-2025), en wordt tegenwoordig gespeeld door Jogchem Jalink.
In de Verenigde Staten heeft Elmo een eigen show: Elmo's World. In Nederland verschijnen van die show zo nu en dan segmenten in Sesamstraat onder de titel Elmo's wereld.
Begin 2015 kwam een speciaal voor Sesamstraat Nederland gemaakte replica van Elmo voor het eerst op televisie. De in Amerika opgeleide poppenspeler Jogchem Jalink neemt zowel het spel als de stem voor zijn rekening. Jalink was voor het eerst te zien op 13 februari 2015, samen met zijn Nederlandse vriendjes Tommie, Ieniemienie en Pino in Elmo's Quiz.
Van Elmo zijn (in de VS) ook verschillende bewegende poppen op de markt gebracht. Een bekend voorbeeld hiervan is Tickle Me Elmo, die in verschillende versies is uitgebracht. Andere voorbeelden zijn: Singing Pizza Elmo, Shout Elmo en E-L-M-O.

## Discografie (onvolledig)
- Elmo kan vliegen
- Lekker tappen met Elmo
- Vaak belangrijk
- Elmo Song
- Elmo ABC rap
- Alle bomen zijn blauw
- Geluiden in de lucht
- Elmo Slide
- I can sing with Elmo and Abby
- Do something

## Filmografie
- Elmo in Mopperland
- Elmo redt het kerstfeest
- Follow that bird
- Cinderelmo